# Stenosathe pulchra
Stenosathe pulchra är en tvåvingeart som först beskrevs av Krober 1912.  Stenosathe pulchra ingår i släktet Stenosathe och familjen stilettflugor. Inga underarter finns listade i Catalogue of Life.